# HD162374
HD162374 — хімічно пекулярна зоря спектрального класу B7, що має видиму зоряну величину в смузі V приблизно  5,9. Вона  розташована на відстані близько 829,9 світлових років від Сонця.

## Пекулярний хімічний склад
HD162374 належить до Хімічно пекулярних зір з пониженим вмістом гелію й в її  зоряній атмосфері спостерігається нестача He у порівнянні з його вмістом в атмосфері Сонця.

## Магнітне поле
Спектр даної зорі вказує на наявність магнітного поля у її зоряній атмосфері. Напруженість повздовжної компоненти поля оціненої з аналізу становить  269,8± 279,6 Гаус.